# 2,5-didehidroglukonat reduktaza
2,5-didehidroglukonat reduktaza (EC 1.1.1.274, 2,5-diketo-D-glukonat reduktaza, YqhE reduktaza) je enzim sa sistematskim imenom 2-dehidro--glukonat:NADP+ 2-oksidoreduktaza. Ovaj enzim katalizuje sledeću hemijsku reakciju
2-dehidro--glukonat + + {\displaystyle \rightleftharpoons } 2,5-didehidro--glukonat + +
Ovaj enzim je ključan u mikrobnoj produkciji askorbata. On može da stereoselektivno redukuje etil 2-metilacetoacetat do etil (2R)-metil-(3S)-hidroksibutanoata, a takođe može da deluje i na neke druge beta-keto estre. Identifikacija bakterijske beta-keto estarske reduktaze za 2,5-didehidroglukonat reduktazu povezuje dve prethodno zasebne oblasti biokatalize, i.e., asimetričnu karbonilnu redukciju i produkciju mikrobnog vitamina C.

## Literatura
- Nicholas C. Price; Lewis Stevens (1999). Fundamentals of Enzymology: The Cell and Molecular Biology of Catalytic Proteins (Third изд.). USA: Oxford University Press. ISBN 019850229X.
- Eric J. Toone (2006). Advances in Enzymology and Related Areas of Molecular Biology, Protein Evolution (Volume 75 изд.). Wiley-Interscience. ISBN 0471205036.
- Branden C; Tooze J. Introduction to Protein Structure. New York, NY: Garland Publishing. ISBN 0-8153-2305-0.
- Irwin H. Segel. Enzyme Kinetics: Behavior and Analysis of Rapid Equilibrium and Steady-State Enzyme Systems (Book 44 изд.). Wiley Classics Library. ISBN 0471303097.
- William P. Jencks (1987). Catalysis in Chemistry and Enzymology. Dover Publications. ISBN 0486654605.

## Spoljašnje veze
- 2,5-didehydrogluconate+reductase на 